# Велике Пољане (Шкоцјан)
Велике Пољане (словен. Velike Poljane) су насељено место у општини Шкоцјан, регија Југоисточна Словенија, Словенија.

## Историја
До територијалне реорганизације у Словенији биле су у саставу старе општине Ново Место.

## Становништво
У попису становништва из 2011. године, Велике Пољане су имале 92 становника.
| Број становника према пописима | Број становника према пописима | Број становника према пописима |
| ------------------------------ | ------------------------------ | ------------------------------ |
| 1991                           | 2002                           | 2011                           |
| 65                             | 79                             | 92                             |